# Botanophila abiskoensis
Botanophila abiskoensis är en tvåvingeart som först beskrevs av Ringdahl 1937.  Botanophila abiskoensis ingår i släktet Botanophila, och familjen blomsterflugor. Arten är reproducerande i Sverige.